# Monique Noel
Monique Noel (Salem Oregón 28 de abril de 1967) es una modelo y actriz. Fue escogida Playmate del Mes para la revista Playboy en mayo de 1989. Fue fotografiada por Richard Fegley.

## Filmografía parcial
- Renegado (1996) como Cheri
- Me Gustan Jugar los juegos (1995) como Valerie
- Blossom (1993) como Claire
- Herman's Head (1993) como Gigi
- Meatballs 4 (1992) como Lovelie #1 (como Monique de Lacy)
- Mobsters (1991) como Showgirl (como Monique Noel Lovelace)
- Road House (1989) como Barfly
- Bert Rigby, You're a Fool (1989) como la novia de Jim Shirley
- What Price Victory (1988)